# Alessio Sarri
Alessio Sarri (Roma, 6 luglio 1973) è uno schermidore italiano paralimpico, specializzato nella sciabola e nel fioretto.

## Biografia
Ha partecipato a quattro paralimpiadi e ha vinto un bronzo nella gara di sciabola individuale "cat. B", durante l'edizione di Londra nel 2012.